# Менье, Эмиль Жюстен
Эмиль Жюсте́н Менье́ (фр. Émile-Justin Menier; 16 мая 1826 года, Париж — 16 марта 1881 года, Нуазьель) — французский промышленник и литератор из семьи фабрикантов шоколада Менье. Владелец нескольких крупных фабрик и заводов, решительный сторонник свободной торговли. С 1876 года был депутатом.

## Биография
Сын Антуана-Брютюса Менье, основателя шоколадной фабрики Менье. Фармацевт по образованию, он в 1867 году решил полностью перестроить своё предприятие в Нуазьеле (доставшееся от отца в 1853 году вместе с аптекой в Сен-Дени), расширив производство шоколада и только на этом сосредоточив свои усилия. Аптека была продана, а на фабрике началась реконструкция, продолжавшаяся с 1860 по 1874 год. В результате производство шоколада увеличилось с 400 тонн в год в 1853 году до 70 тонн в день к концу XIX века.
Самым заметным зданием, появившимся при реконструкции в 1872 году и ставшим символом компании Менье, стала гидравлическая мельница, проект которой разработал архитектор Жюль Сольнье (руководителем проекта был Гюстав Эйфель), а архитектурный декор керамической облицовки и всего здания с полным металлическим каркасом разработал и изготовил Эмиль Мюлле.
В 1878 году Менье стал офицером Ордена почётного легиона. В 1879 году Альбер Каррье-Беллёз создал его мраморный бюст, ныне находящийся в Нуазьеле.
Умер в 1881 году; похоронен на кладбище Пер-Лашез (67-й участок).

## Творчество
Главные его сочинения:
- «La réforme fiscale» (1873),
- «Théorie et application de l’impôt sur le capital» (1874),
- «L’avenir économique» (1875—79).